# Cementiri Nou de Calonge
El Cementiri Nou de Calonge (Baix Empordà) és una construcció del segle xix protegida com a bé cultural d'interès local.

## Descripció
Està edificat en el Pla, a tocar de l'antiga carretera de Calonge a Palamós. El recinte, orientat al sud, és de planta gairebé rectangular. La senzilla façana mostra la portalada i dues finestres laterals d'arc de mig punt amb una motllura al capdamunt. El conjunt queda rematat per petites arcuacions ornamentals i, al centre, una creu. El parament és bicolor: els motius decoratius grisos sobre el fons blanc. L'interior s'estructura per mitjà d'un gran passadís central, amb nínxols a banda i banda, i al fons l'austera capella del Sant Crist. Són de destacar els dos mausoleus d'estil neogòtic a costat i costat de l'esglesiola. A la part del darrere d'aquestes construccions hi ha l'espai dedicat a cementiri civil. Tot el conjunt està ordenadament enjardinat.

## Història
Al segle xviii es trasllada el cementiri de l'església de Sant Martí als afores, al barri de Sant Nazari, però a finals del XIX també s'abandona per edificar el que s'utilitza actualment. Data de l'any 1899, segons consta a la porta de ferro forjat. Cal remarcar algunes làpides obra de l'escultor local Antoni Delgado.